# 德斯莫查多斯

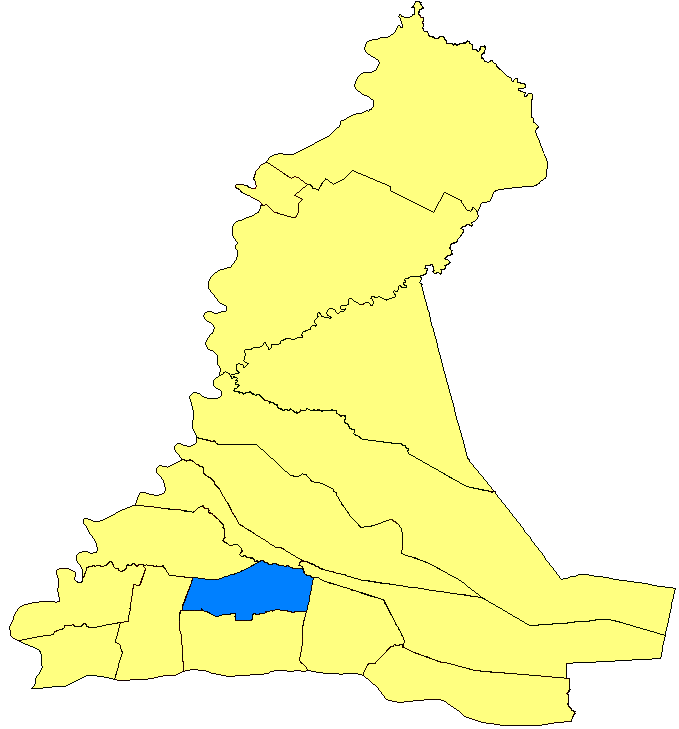

德斯莫查多斯（西班牙語：Desmochados），是巴拉圭的城鎮，位於該國西南部，由涅恩布庫省負責管轄，面積285平方公里，始建於1904年，2002年人口1,613，人口密度每平方公里5.66人。